# Óvalo de Eakins
Óvalo de Eakins (en inglés Eakins Oval) es una rotonda en Filadelfia. Forma el extremo noroeste de Benjamin Franklin Parkway, justo en frente del Museo de Arte de Filadelfia, con una serie central de fuentes y monumentos, y una red de senderos para peatones.
Este bucle de carretera suele transportar un gran volumen de tráfico, ya que conecta el centro de la ciudad con el Parque Fairmount, Kelly Drive (anteriormente East River Drive) y Martin Luther King, Jr. Drive (anteriormente West River Drive). Durante los desfiles y otros eventos municipales importantes, como el del Día de Acción de Gracias y grandes conciertos como Live 8 Philadelphia y el Festival Budweiser Made in America, las carreteras se cierran al tráfico de automóviles y el óvalo se convierte en el sitio central de la reunión. Fue el escenario del Draft de la NFL de 2017.
Era parte del diseño del urbanista Jacques Gréber para Benjamin Franklin Parkway, que propuso en 1917. Lleva el nombre de Thomas Eakins, pintor realista de fama mundial y educador de bellas artes de Filadelfia. La parte sureste sirve como estacionamiento; originalmente era parte de Parkway hasta que las modificaciones del tráfico lo aislaron en la década de 1960.

## El Monumento a Washington

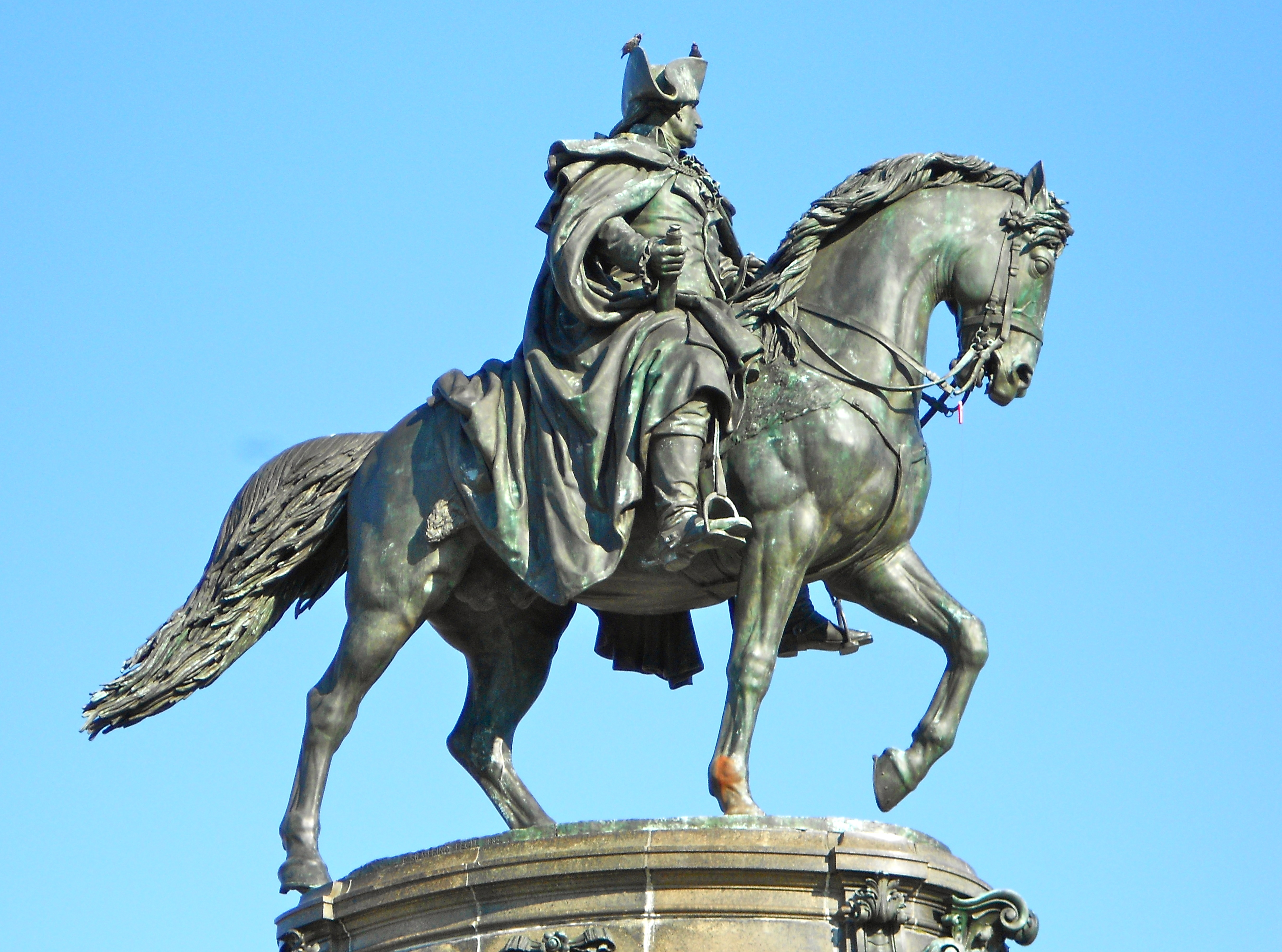
La estatua ecustre de Washington

Justo dentro del borde noroeste del Óvalo de Eakins, frente a las escaleras del Museo de Arte de Filadelfia, se encuentra la fuente del Monumento a Washington. Fue encargado y diseñado por el escultor Rudolf Siemering. La escultura se dedicó en 1897 en la entrada de Green Street a Fairmount Park. Se trasladó en 1928 a su ubicación actual después de que se completó la construcción de la avenida. En 1997, el trabajo para restaurar la estatua comenzó bajo la dirección de Margo Berg de la Comisión de Arte de Filadelfia. Con el paso de los años, la escultura se había soltado de su base y la fuente había dejado de funcionar correctamente. La restauración se completó en junio del mismo año, 100 años después de su dedicación.
La escultura de bronce y granito presenta a un George Washington uniformado montado en un caballo. Washington y su caballo están colocados en la parte superior de la fuente, mirando hacia el sureste por Benjamin Franklin Parkway hacia el Ayuntamiento de Filadelfia. El rostro de la escultura se hizo a partir de una impresión del expresidente hecha mientras aún estaba vivo. El cuerpo era en realidad de un general prusiano. El nivel más bajo del monumento presenta nativos americanos y animales nativos de los Estados Unidos.

## Otras fuentes
La fuente del Monumento a Washington está flanqueada por dos fuentes más pequeñas, en honor a Eli Kirk Price y John Ericsson.

## Túneles
Debajo del Óvalo de Eakins y el área circundante corren dos túneles, originalmente para el tráfico ferroviario, y construidos en la década de 1920 al mismo tiempo que Oval, Parkway y Art Museum. El túnel inferior, construido para el Ferrocarril de Baltimore y Ohio, es propiedad del sucesor CSX y transporta trenes de carga en una sola vía (originalmente doble). El túnel superior llevaba tranvías en la línea Spring Garden Street (Ruta 43) de Philadelphia Rapid Transit (PRT) y su sucesora Philadelphia Transportation Company (PTC) hasta 1956. Este túnel de doble vía se reconstruyó por completo en 1960 para transportar dos carriles de tráfico de un solo sentido (solo en dirección oeste) en Spring Garden desde Pennsylvania Avenue hasta el puente de Spring Garden Street sobre el río Schuylkill ; actualmente solo hay un carril en uso. Este túnel cruza por encima del túnel CSX en el medio. Los autobuses de la Ruta 43 de hoy, operados por SEPTA, circulan por el Oval y no usan el túnel.

## Galería

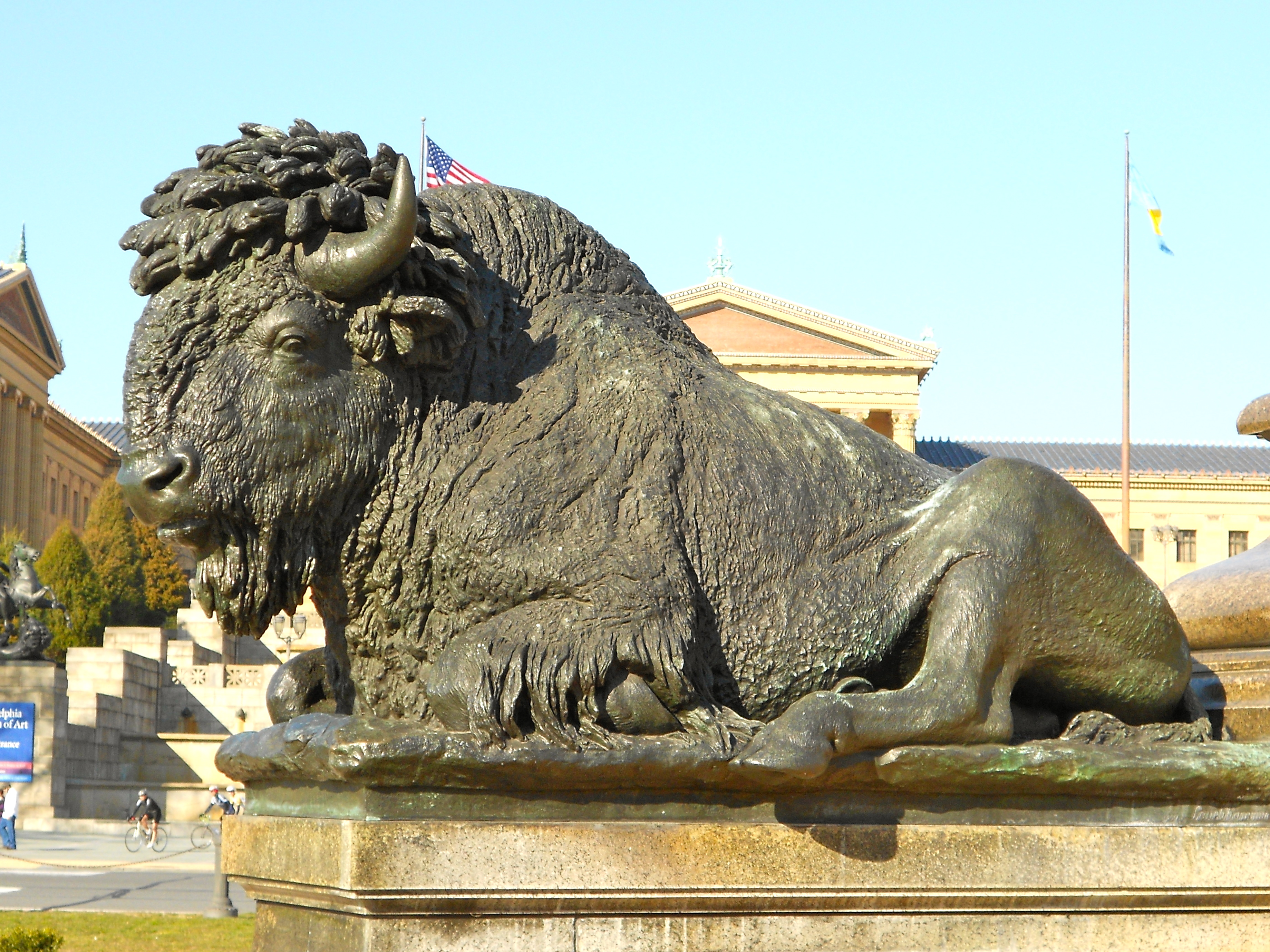
Búfalo en la base de la estatua
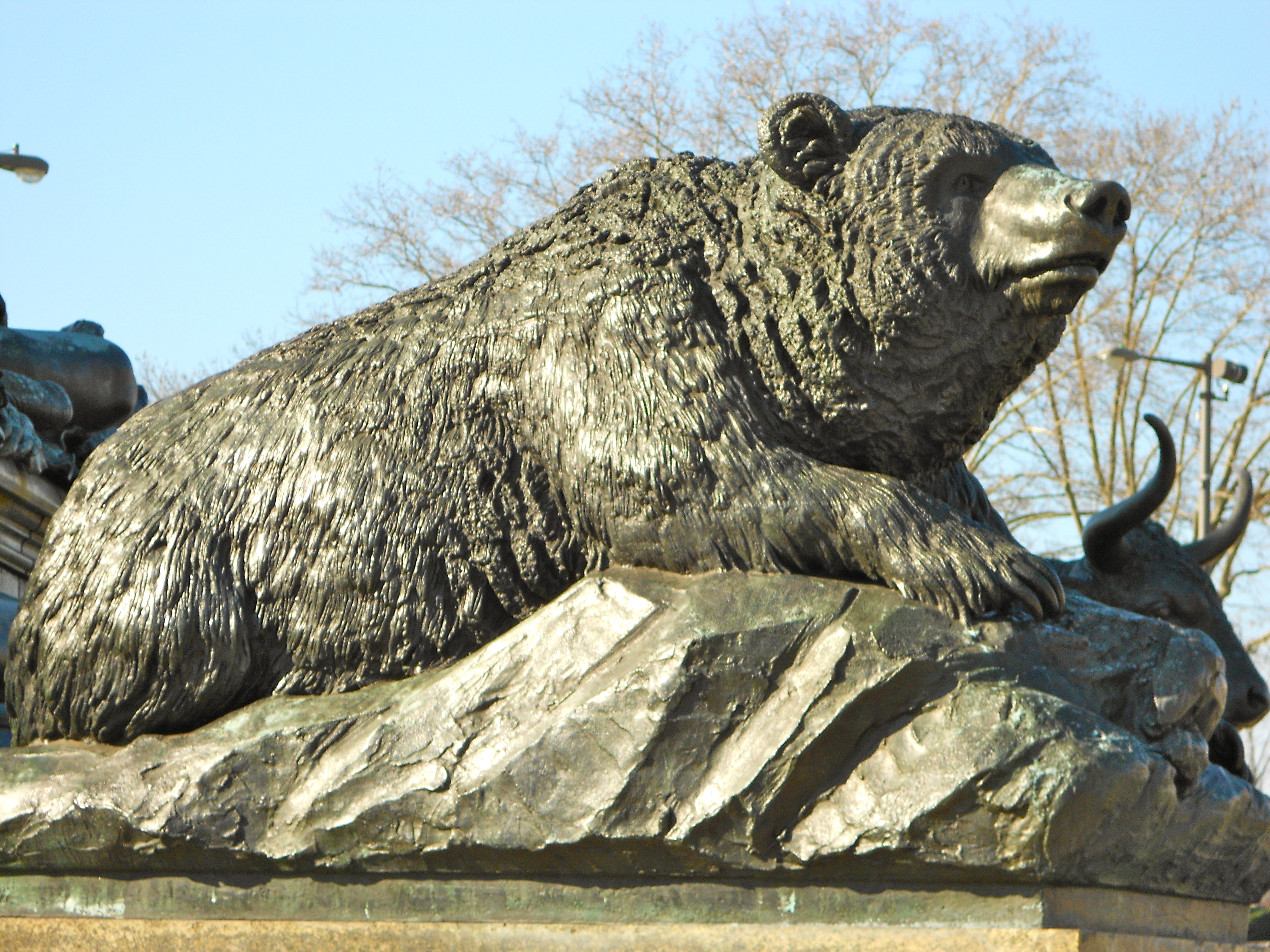
Oso en la base de la estatua
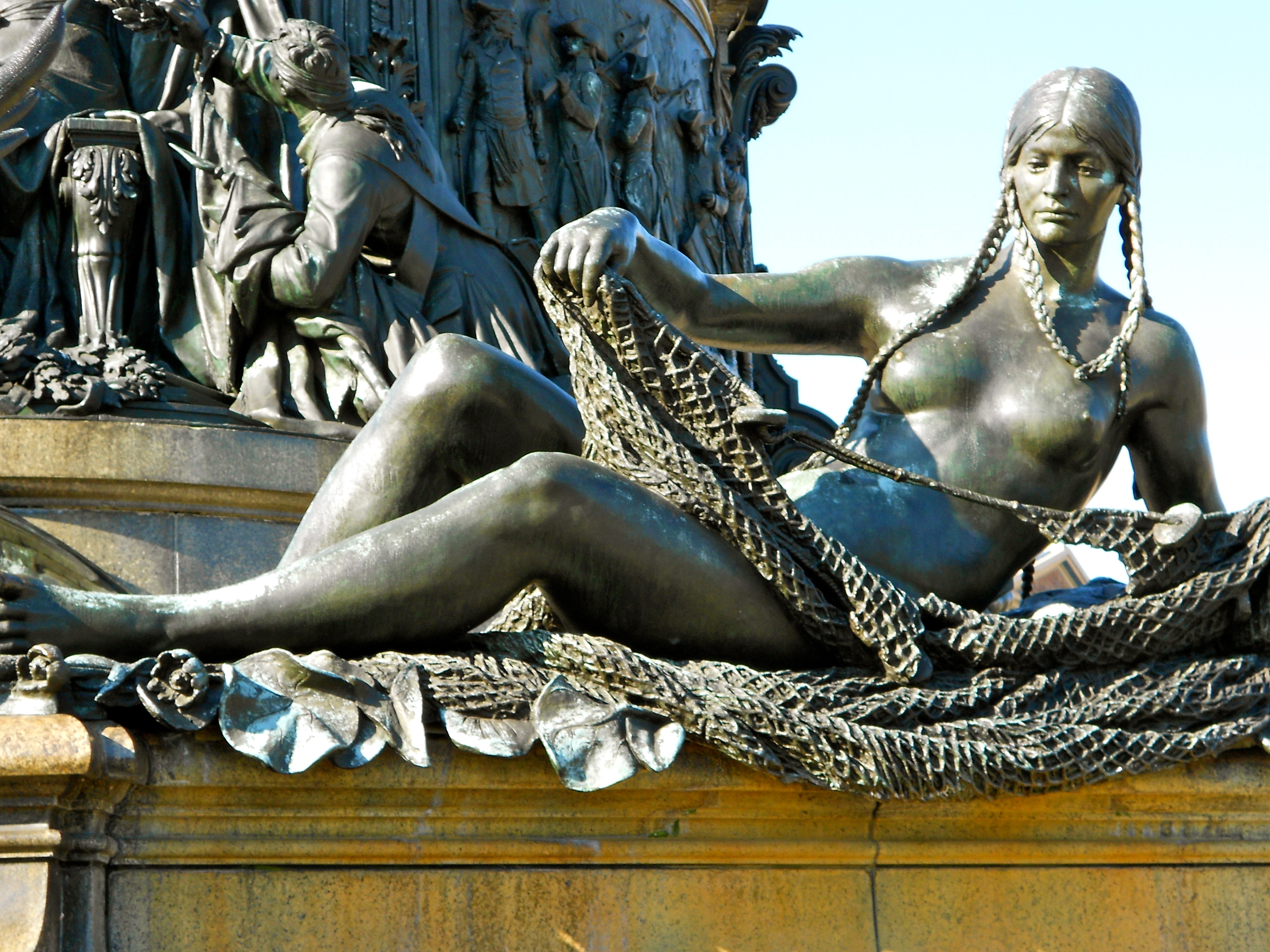
Pescadora en la base de la estatua
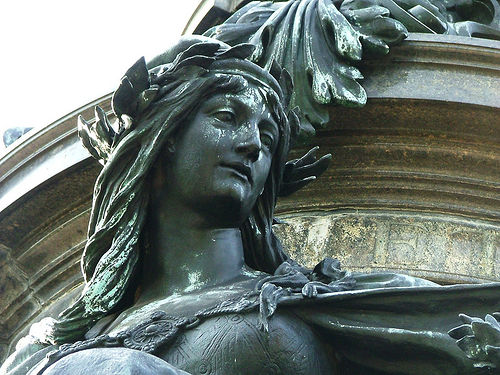
Detalle del lado sureste del monumento.
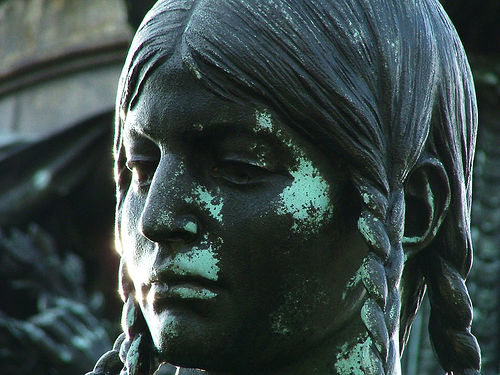
Detalle del lado noreste del monumento.
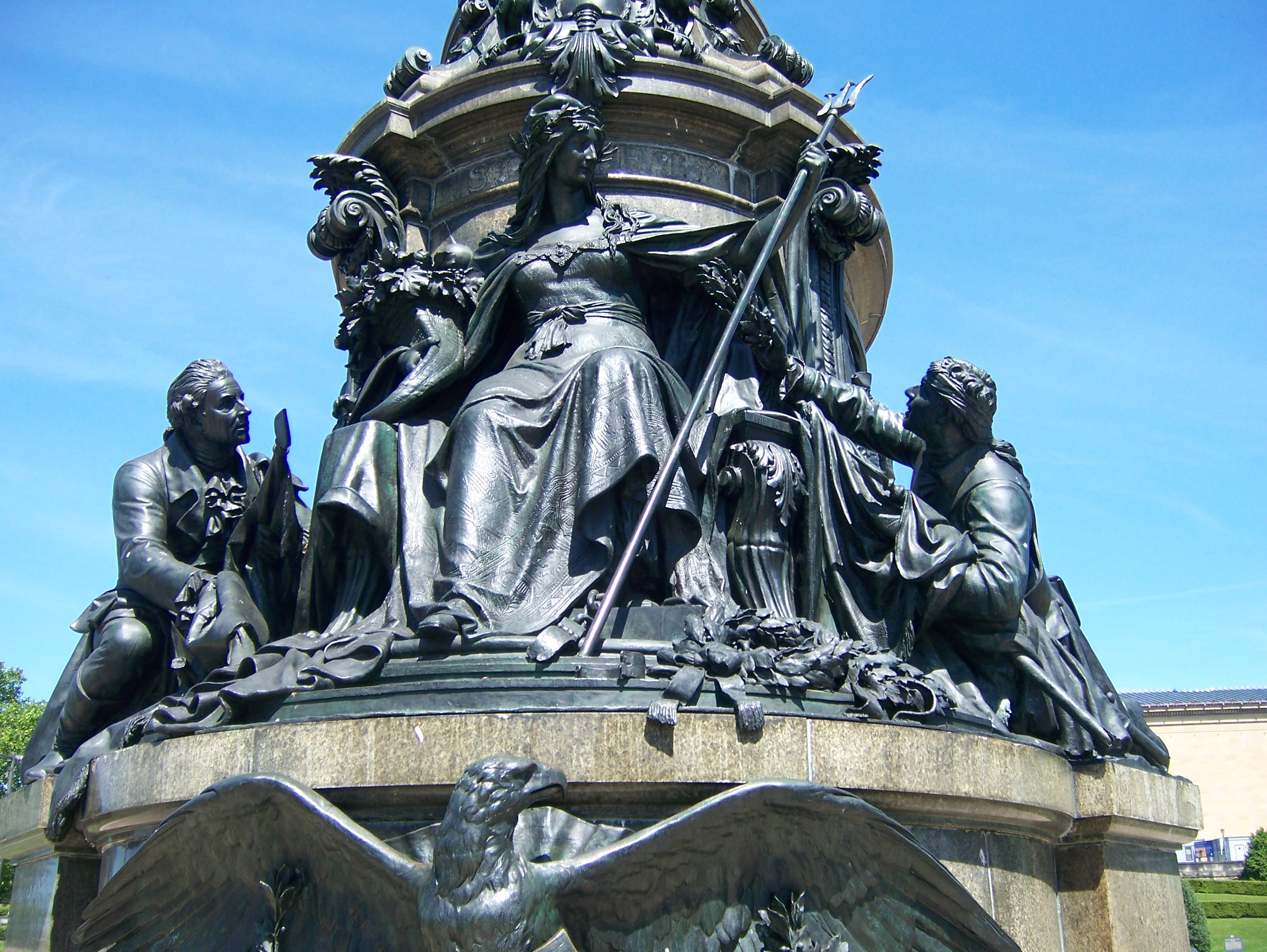
Detalle del lado sureste.